# Cerro El Penitente
Cerro El Penitente är ett berg i Mexiko.   Det ligger i kommunen Saltillo och delstaten Coahuila, i den centrala delen av landet, 700 km norr om huvudstaden Mexico City. Toppen på Cerro El Penitente är 3 133 meter över havet.
Terrängen runt Cerro El Penitente är kuperad åt sydost, men åt nordväst är den bergig. Runt Cerro El Penitente är det glesbefolkat, med 18 invånare per kvadratkilometer. Närmaste större samhälle är Saltillo, 13,9 km nordväst om Cerro El Penitente. I omgivningarna runt Cerro El Penitente växer huvudsakligen savannskog.